# And You Were a Crow
And You Were a Crow is het eerste studioalbum van de Amerikaanse rockgroep The Parlor Mob. Het album werd in meer dan twee maanden opgenomen bij Echo Mountain Recording in Asheville, North Carolina, en werd digitaal uitgebracht door Roadrunner Records op 11 maart 2008. De fysieke CD werd uitgebracht in de VS op 6 mei 2008. Het nummer "Can't Keep No Good Boy Down' werd gebruikt tijdens de aftiteling van de Entourage-aflevering van seizoen 6 'One Car, Two Car, Red Car, Blue Car'. De track "Hard Times" komt voor in de videogames WWE SmackDown vs. Raw 2010 van Yuke's, en Nascar 09 van Electronic Arts.

## Tracklist
| Nr.          | Titel                             | Duur  |
| ------------ | --------------------------------- | ----- |
| 1.           | "Hard Times"                      | 3:39  |
| 2.           | "Dead Wrong"                      | 3:07  |
| 3.           | "Everything You're Breathing For" | 3:49  |
| 4.           | "The Kids"                        | 3:47  |
| 5.           | "When I Was an Orphan"            | 4:49  |
| 6.           | "Angry Young Girl"                | 4:06  |
| 7.           | "Carnival of Crows"               | 3:28  |
| 8.           | "Real Hard Headed"                | 4:17  |
| 9.           | "Tide of Tears"                   | 8:35  |
| 10.          | "My Favorite Heart to Break"      | 4:03  |
| 11.          | "Bullet"                          | 4:31  |
| 12.          | "Can't Keep No Good Boy Down"     | 3:36  |
| Totale duur: | Totale duur:                      | 51:41 |